# Prospect Creek
Prospect Creek è una località dell'Alaska, sopra il Circolo Polare Artico, oramai solamente base scientifica visto che il clima non permetteva la vita su un territorio così aspro, stepposo e ghiacciato.

## Descrizione
Prospect Creek è situata a 54 km a nord del centro dell'Alaska con le coordinate 66°48′48″N 150°38′38″W, ed è all'altezza del miglio 135 della James W. Dalton Highway. Coldfoot è il villaggio più vicino in direzione nord-est e si trova a circa 65 km (miglio 175 della Dalton Highway); in direzione sud-est, lungo la Hickel Highway, a circa 40 km si trova il villaggio di Bettles.
Secondo l'Ufficio per la Gestione del Territorio degli Stati Uniti, il torrente Prospect che dà il nome alla località "si unisce al fiume Jim entro 3 miglia dalla strada di attraversamento, per poi sfociare nel South Fork del fiume Koyukuk. Non lontano scorre il fiume Snake. Prospect Creek è circondata da due riserve naturali nazionali, il Kanuti e l'Arctic National Wildlife Refuge. L'area di Prospect Creek è di per sé pianeggiante, i suoi dintorni presentano moderati rilievi ricoperti dalla caratteristica foresta boreale . Nella zona sono stati trovati minerali di tungsteno e bismuto, oltre ad una vena di quarzo". Nonostante questa ricchezza di risorse naturali, nessuna azienda ha ancora investito nella zona a causa della posizione isolata e delle temperature estremamente rigide.

## Geografia fisica

### Clima
Il clima della zona di Prospect Creek, secondo la classificazione di Köppen, è essenzialmente subartico di tipo Dc. Nel 1979 venne registrata una temperatura di −62,1 °C, la più bassa mai raggiunta ufficialmente negli Stati Uniti.